# Obránce (lední hokej)
Obránce v ledním hokeji je hráč s primárním úkolem zabránit týmu soupeře ohrozit branku.
Při hře jsou obvykle na ledě dva obránci, tři útočníci a jeden brankář.

## 'Defenzivní obránce' a 'ofenzivní obránce'
Obránci se obecně dělí do dvou skupin. Defenzivní obránce málo riskuje a příliš nedává branky, preferuje obranu proti týmu soupeře. Ofenzivní obránce se agresivně začleňuje do útoku týmu a je tedy více využit. Proto proniká hluboko do soupeřova pásma, aby se dostal blíže k brance. Tím soupeři ztěžuje obranu proti vstřelení branky, drží-li kotouč útočící tým. Při breaku soupeře je však obrana proti němu mnohem složitější.

### Hra v obranném pásmu
V obranném pásmu je obránce zodpovědný za to, aby útočníci soupeře měli co nejmenší možnost útočit – vytěsňováním do rohů a blokováním cest jak pro bruslení, tak pro střelbu. Dostává-li útok soupeřícího týmu bránící tým pod tlak, hraje obránce obvykle blíže k brance a pokouší se jednak blokovat cesty pro střelbu, ale také zajistit, aby brankáři nebylo bráněno ve výhledu (útočníci často najíždějí před brankoviště, aby brankář nemohl mít kotouč stále na očích).

### Hra ve středním pásmu
Ve středním pásmu se obránci drží poblíž vlastní modré čáry, odkud obvykle přihrávají kotouč svým spoluhráčům.

### Hra v útočném pásmu
V útočném pásmu obránci "hrají modrou čáru". Jejich úkolem je udržet kotouč v útočném pásmu, aby nepřešel přes modrou čáru, která určuje hranici pásma. Bránící hráči musí být schopni rychle poslat kotouč okolo mantinelu, aby otevřeli útočníkům cesty pro střelbu, nebo jim dávat přímé přihrávky, pokud se dostanou do vhodné střelecké pozice. Obránce se musí vrátit zpět do obranného pásma před útočícího hráče soupeře, pokud tento vyrazil do breaku.
V zásadě je obránce vždycky "zarážkou" pro kotouč. Ten se nikdy nesmí dostat za něj, pokud ho obránce sám nenechá. Obránce udržuje směr hry na branku soupeře.

### Backchecking
Backchecking je způsob hry, kdy se útočník vrací do obranného pásma, aby zastával obrannou funkci – bránil protihráči v útoku (povoleným tělesným kontaktem, útokem na hokejku, postavením těla).

### Vhazování
Při vhazování v obranném pásmu většina týmů páruje obránce s útočníky soupeře, aby je zadrželi, zatímco vlastní útočníci odehrají kotouč. Je to ale volba kouče, jak se rozhodne. V útočném pásmu vystupuje obránce ve své obvyklé roli, tedy bránit útoku soupeře na branku.